# Black Swan Records
Pour les articles homonymes, voir Black Swan.
Black Swan Records est un label discographique américain, anciennement basé à La Nouvelle-Orléans, Louisiane, actif entre 1921 et 1924. Il est créé par Harry Pace, qui apparaît en 1921 à Harlem, New York. Il représentait le premier label à grande diffusion qui fut à la fois destiné spécifiquement au public afro-américain et en même temps piloté, financé et opéré, par des membres de cette communauté (le tout premier des pionniers de cette catégorie était Broome Special Phonograph Records). Black Swan Records est régénéré dans les années 1990 pour la réédition d'enregistrements anciens sur CD.

## Histoire

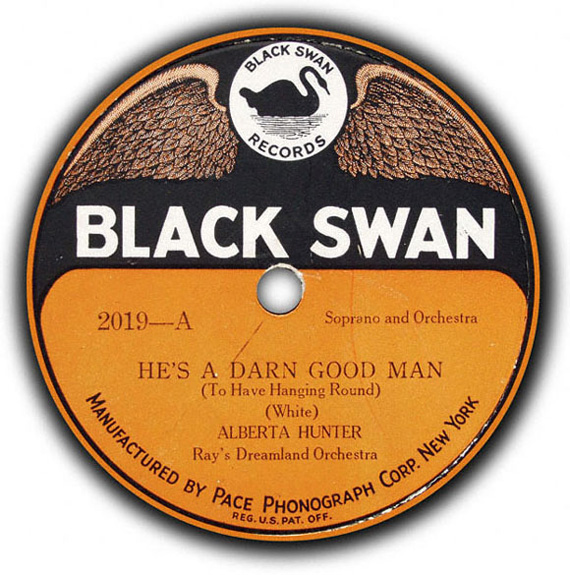
Disque de 1921 d'Alberta Hunter.

La société mère de Black Swan, Pace Phonograph Corporation, est fondé en mars 1921 par Harry Pace et est basée à Harlem. La nouvelle société de production est créée après la dissolution du partenariat d'édition musicale de Pace avec W. C. Handy, Pace and Handy. Black Swan, qui cherchait à se spécialiser dans les enregistrements classiques, sert d'opportunité d'investissement pour le Talented Tenth (Dixième talent). Comme le reconnaît Thomas Brothers, « des sommités comme Jack Nail et James Weldon Johnson ont siégé au conseil d'administration de Black Swan », et The Crisis, le journal alors édité par W.E.B. Du Bois et publié par la NAACP, investit ses bénéfices dans la société.
Bert Williams est l'un des premiers investisseurs de Pace Phonograph. Il promet également d'enregistrer pour la société une fois que son contrat d'exclusivité avec Columbia Records aura pris fin, mais il meurt avant que cela ne se produise.
La Pace Phonograph Corporation est rebaptisée Black Swan Phonograph Company à l'automne 1922. Le label et la société de production sont tous deux nommés d'après la star d'opéra du 19e siècle Elizabeth Greenfield, connue sous le nom de Black Swan.
D'anciens employés de Pace and Handy travaillent pour la nouvelle société : Fletcher Henderson, qui fait office de directeur de l'enregistrement, accompagne les chanteurs au piano et dirige un petit groupe lors des séances d'enregistrement. William Grant Still est nommé arrangeur et plus tard directeur musical. Des publicités pour Black Swan sont souvent publiées dans The Crisis.
Black Swan connaît un succès modéré. Il enregistre des musiciens afro-américains, mais à mesure que le label gagne en popularité, Pace estime que les labels concurrents appartenant à des Blancs, tels que Columbia Records, cherchent à « entraver les progrès et à réduire la popularité de Black Swan Records ». Bien que la publicité de Black Swan Records affirme que tous ses musiciens et employés sont afro-américains, elle fait parfois appel à des musiciens blancs pour accompagner certains de ses chanteurs.
La société de production fait faillite en décembre 1923 et, en mars 1924, Paramount Records rachète le label Black Swan. Le Chicago Defender rapporte l'événement en détaillant les réalisations importantes de Black Swan au cours de sa courte carrière, notamment : il signale aux grandes maisons de disques, toutes blanches, la demande importante du marché pour les artistes noirs ; il incite plusieurs grandes maisons de disques à commencer à publier la musique de ces artistes. En outre, le Defender attribue à Pace le mérite d'avoir montré aux majors comment cibler le public noir et faire de la publicité dans les journaux noirs. Paramount a abandonné le label Black Swan peu de temps après.
Le label Black Swan est relancé dans les années 1990 pour une série de rééditions sur CD d'enregistrements historiques de jazz et de blues publiés à l'origine sur Black Swan et Paramount. Ces CD sont publiés par les labels Jazzology et GHB de George H. Buck Jr. sous le contrôle de la George H. Buck Jr. Jazz Foundation, qui obtiendra les droits sur le back-catalogue Paramount, mais pas sur le nom Paramount. Les droits sur le nom « Black Swan Records » sont également transférés à GHB.